# 美濃市文化会館
美濃市文化会館（みのしぶんかかいかん、Mino City Cultural Hall）は、岐阜県美濃市にある文化普及支援施設である。
芸術文化の向上と福祉の増進のために設置された。施設の所管は美濃市教育委員会。
平成25年度より管理・運営は指定管理者としてNPO法人四つ葉のコウゾが行っている。

## 施設概要

### 1階
- ホール - 固定612席、車椅子4席のワンスロープ方式のホール。
- 楽屋1～3
- 浴室
- ロビー
- 機械室等

### 2階
- ホワイエ
- 会議室（兼展示室）1～3

### 3階
- 機械室等

## 概要
- 休館日：火曜日、祝日の翌々日（その日が休日の場合はその翌日）、年末年始（12月29日～1月3日）、その他臨時休館日。
- 開館時間：9:00～21:00

## アクセス

### 公共交通機関
- 長良川鉄道 美濃市駅下車、徒歩15分。
- 同梅山駅下車、徒歩5分。
- 岐阜バス 美濃小倉公園前バス停下車、徒歩0分。
- のり愛くん「文化会館」停留所下車、徒歩すぐ。

### 自動車
- 東海北陸自動車道 美濃ICから車で約8分。

## 周辺
- 会館に隣接する小倉山は、武将の戦国、金森長近による小倉山城の石垣が残り、現在は公園となっている。桜の名所として名高く、春には季節茶店が開店し、多くの花見客が訪れる。

## その他
- 市民の文化活動の拠点として旧美濃市役所跡地に建てられたもので、1976年（昭和51年）5月に開館。
- 貸館業務のほか、会館自主事業「市民の劇場」を行っている。
- 1997年から2014年まで市が実施したアーティスト・イン・レジデンス事業「美濃・紙の芸術村」の事務局となっていた。